# Hamboskapel

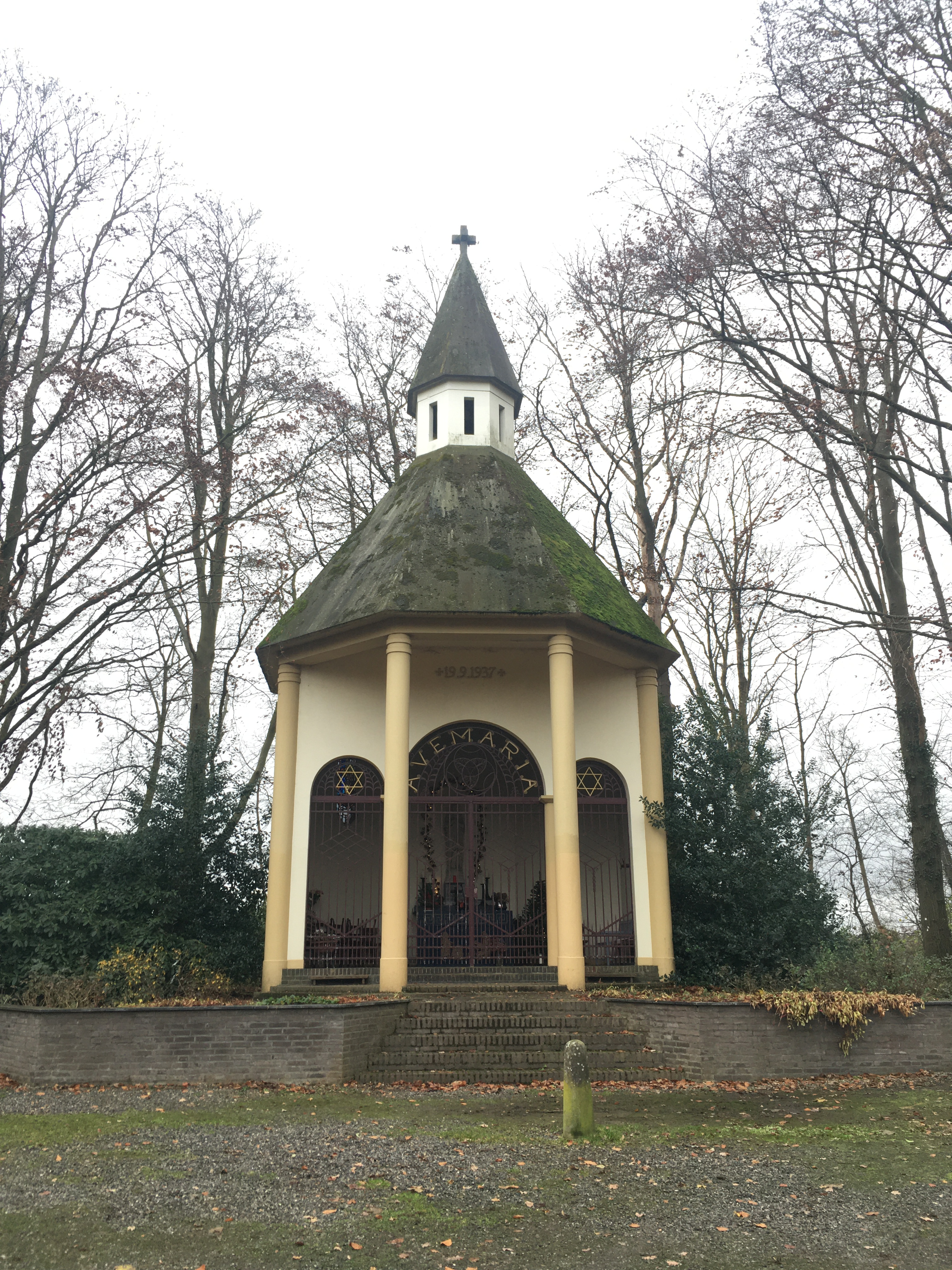
Vooraanzicht van de Hamboskapel.

De Mariakapel Hambos of Hamboskapel is een kapel ten zuiden van buurtschap Ham in de gemeente Kerkrade in de Nederlandse provincie Limburg. De kapel ligt op een heuvel in het Hambos aan de Nullanderbergsweg in de buurt van de Hambosweg. Aan de voet van de heuvel ligt de Anstelerbeek die door de Anstelvallei stroomt. In de buurt van de kapel ligt er een begraafplaats.

## Geschiedenis
De kapel is gewijd aan Maria. Op 19 september 1937 werd de kapel ingezegend. Daarbij werd tegelijkertijd het hele dekenaat Kerkrade gewijd aan de heilige maagd.

## Opbouw
De achthoekige kapel ligt op een verhoogd bordes met trappen en heeft een achtzijdig tentdak met daarop een dakruiter. Aan de voorzijde is de kapel aan drie zijden opengewerkt met crème-kleurige zuilen. De muren zijn wit geschilderd.